# Río Moros
El río Moros es un río de la península ibérica tributario del río Eresma por su margen izquierda, el cual a su vez es afluente del Duero. El río Moros fluye por la comunidad autónoma de Castilla y León, discurriendo en su totalidad a través de la provincia de Segovia, y en especial por Lastras del Pozo. Pertenece a la cuenca hidrográfica del Duero.

## Curso
Nace en las faldas del Montón de Trigo entre las sierras del Quintanar, La Mujer Muerta y la sierra de Guadarrama, de la unión de los arroyos Tirobarras y del de los Ojos (su manantial recibe el nombre de Ojos del río Moros).
Pronto es embalsado por dos presas: primero, la que forma el embalse de las Cabras o de El Espinar y seguidamente el embalse del Tejo o de las Tabladillas.
Discurre por la Garganta llegando a la zona de La Panera, que se ha convertido en uno de los puntos de ocio más importantes del municipio de El Espinar. En todo este recorrido no para de recibir, por ambas riberas, arroyos procedentes de las sierras que le rodean.
A la salida de La Panera, pasa por el núcleo de la Estación, a cuya salida recibe al río Gudillos. Más adelante, ya en el núcleo de Los Ángeles de San Rafael, recibe el arroyo de La Tejera y pasa a embalsarse por dos presas: la primera de ellas forma el embalse del Carrascal y seguido, formando parte del mismo complejo hidráulico, está la que forma el embalse de los Ángeles.
Posteriormente continua su marcha, recibiendo por su margen izquierda al río Viñegra y posteriormente al río Zorita, antes de desembocar finalmente en el río Eresma en las proximidades del municipio de Añe.

## Conservación
La presa construida por Jesús Gil y Gil ha dañado gravemente el cauce del río, dejándolo seco en 2019.